# 비단벌레상과
비단벌레상과(Buprestoidea)는 방아벌레하목에 속하는 딱정벌레목의 상과이다.

## 하위 분류
다음과 같이 2개의 과로 이루어져 있다.
- 비단벌레과 (Buprestidae) Leach 1815 - 비단벌레 등
- 스키조푸스과 (Schizopodidae) LeConte 1861 - 1991년 이전까지는 비단벌레과에 속하는 스키조푸스아과로 분류.